# Ферейдун Сахаби
Ферейдун Сахаби (перс. فریدون سحابی‎; род. 1937) — иранский профессор, писатель
, переводчик и гражданский активист. Был первым президентом Организации по атомной энергии Ирана и вторым в администрации президента Ирана после иранской революции. Он был третьим сыном Ядоллы Сахаби и братом Эззатоллы Сахаби.

## Ранняя жизнь и образование
Ферейдун Сахаби родился в Иране в 1937 году. Получил степень доктора в области геологии и разведки нефти в Лондонском университете. Вернувшись в Иран, он работал профессором в Тегеранском университете.

## Политическая деятельность
Ферейдун Сахаби был членом Национального фронта в Тегеранском университете. Он был активным членом Европейской студенческой конфедерации. Он был избран членом движения Свободы Ирана в 1979 году. После иранской революции он был избран заместителем министра энергетики и первым президентом Организация по атомной энергии Ирана.

## Книги
- Геология нефти, Университет Тегерана Пресса, 2012
- Осадочная петрология, Университет Тегерана Пресса, 2008